# Henning Andersen (billedhugger)
 Der er flere personer med dette navn, se Henning Andersen.
Henning Arent Møller Andersen (født 3. marts 1944 i København, død 26. december 2023 i København, bisat fra Søndermarken Krematorium, Frederiksberg) var en dansk billedhugger og tegner. Han var søn af vinduespolerer Hartvig Jørgen Møller Andersen og hjemmehjælper Karen Margrethe Arent Sørensen.

## Uddannelse
Som oplæg til Kunstakademiet modtog Henning Andersen undervisning på Frederiksberg Tekniske Skole hos billedhuggeren Henry Luckow-Nielsen i årene 1960-1963. Uddannelsen blev fortsat efter optagelse på Kunstakademiets billedhuggerskoler hos professorerne Gottfred Eickhoff og Mogens Bøggild 1963-1969.

## Kunstnerisk virke
Henning Andersens skulpturer og tegninger tog udgangspunkt i menneskeskikkelsen, og han videreførte, men bevægede sig videre ud fra den naturalisme, som akademitiden dannede grundlaget for. Hans tidlige arbejder viste interessen for at skabe et samspil mellem det bevægelige organiske og geometriens statiske lovmæssighed. Kunsthistorikeren Dorthe Falcon Møller beskriver Henning Andersens arbejde sådan: Han har fortrinsvis koncentreret sig om figurer i bevægelse, men har ofte overskredet en naturalistisk fremstilling ved at skildre frit svævende menneskers forhold til et omgivende, fastlagt skulpturelt rum eller et rum defineret af indføjede, lagdelende plader. Hans figurer er almindeligvis nøgne og langlemmede, og hans motiver ofte mand-kvinde i akrobatiske stillinger med seksuelt indhold.
Allerede i 1969 udstillede Henning Andersen som gæst på Den Frie Udstilling. Kunsthistorikeren Bente Scavenius anfører i sit værk om Den frie Udstilling, at anmelderen Bertel Engelstoft bemærker Henning Andersens små erotiske bronzer. Fra dette år stammer bronzeskulpturen Siddende kvinde, som tilhører Statens Museum for Kunst. 
Efter at have været gæst på Corner fra 1973, blev Henning Andersen i 1976 medlem og deltog i sammenslutningernes udstillinger såvel i indland som udland. Dagbladene tog godt imod ham. I en anmeldelse under overskriften Tyngdelovens ophævelse i 1974 i Århus Stiftstidende beskrev Sigurd Schultz den unge billedhuggers værker: Men her er det lykkedes en billedhugger at give et indtryk af tyngdens ophævelse under vægtløshed, fordi han har set et plastisk problem bag fænomenet og forstået at løse dette problem. I Kristeligt Dagblad 1985 skrev Poul Erik Tøjner om Hennings Andersen: Det er Henning Andersen, Sven Havsteen-Mikkelsen, Poul Skov Sørensen og Jørgen Roos, der redder Cornerudstillingen - pudsigt nok - som tilfældigvis - inden for hver deres kunstart. Henning Andersens umådeligt følsomme små menneskeskulpturer i bronze har man placeret lige foran Havsteen-Mikkelsens symbolsk manende Golgata.

## Udstillinger
- 1968 Charlottenborg Forårsudstilling
- 1969 Gæst på Den Frie Udstilling
- 1969, 1971, 1973, 1975, 1977, 1979, 1985 Østersøbiennalen Rostock
- 1970 Galleriernes Valg, Gentofte Kommune
- 1971, 1973 Skulptur i Eventyrhaven, Odense
- 1972 Kunst aus Kopenhagen, Kunsthalle Rostock
- 1972 Dansk Skulptur i Kongens Have, København
- 1973, 1974, 1975 Gæst på kunstnersammenslutningen Corner, medlem fra 1976
- 1974 Galleri Kolding
- 1977 Å-udstillingen
- 1978 Grænselandsudstillingen
- 1980 Ung Dansk Kunst, Charlottenborg
- 1980 Trykkerbanden
- 1980 Skulptur og tegning, Nikolaj Udstillingsbygning, København
- 1983 Kunstnere for fred, Charlottenborg
- 1986 Vier Künstler aus Dänemark, Galleri am Boulevard, Rostock
- 1987 Huset i Asnæs

### Separatudstillinger
- 1970 Galleri Birkdam, København, sammen med Kurt Trampedach, Anders Kirkegård, Jens Peter Helge Hansen og Hans Chr. Rylander
- 1984 Unika Art, Stribgården, Middelfart, sammen med Pia Schutzmann

## Værker i offentlig eje
- 1968 Peder Lykke Centret, København: Liggende pige, bronze
- 1969 Statens Museum for Kunst: Siddende kvinde, bronze
- 1970 Fjerritslev Skole: Galge, bronze
- 1970 Kunsthalle Rostock: Tilskadekommen, bronze
- 1971 Skovgårdsskolen, Charlottenlund: Vægtløs tilstand, bronze
- 1972 Herning Kunstmuseum: Mennesker ved mur, bronze
- 1972 Skovgårdsskolen, Charlottenlund: Vægtløs tilstand, bronze
- 1974 Bibliotek Amager Centret: Vægtløs tilstand, bronze og acryl
- 1974 Sønderjyllands Kunstmuseum: Skakt, bronze
- 1974 Skovgårdsskolen, Charlottenlund: Opdrift, bronze
- 1975 Statens Museum for Kunst: Gennemslusning, bronze
- 1975 Esbjerg Kunstmuseum: Gennembrydning af rum, bronze
- 1975 Vordingborg Rådhus: Centrifugalkraft, bronze og acryl
- 1976 Skive Museum: Mennesker i opdrift, bronze
- 1979 Tømmerup Skole, Kalundborg: Kvinde og mand i indvendigt rum, bronze
- 1979 Kunsthalle Rostock: Kvinde og mand på vej ud af afgrænset rum, bronze
- 1979 Åby Skole, Åbyhøj: Mand i opdrift gennem trindelt rum, bronze

## Hæder
- 1968 Carlsons Præmie
- 1968 Heinz Cohns Legat

- 1969 Akademiets store Sølvmedalje
- 1975 Kai Nielsens Legat
- 11969, 1974, 1989 Ole Haslunds Legat
- 1970 Statens Kunstfond
- 1973 Zacharias Jacobsens Legat
- 1967, 1973 Wilstrups Legat
- 1970, 1973 J. P. Lunds Legat
- 1970, 1971 Glashandler Johan Franz Ronges Fond
- 1982 R. B.-Prisen
- 1983 Ebba Celinders Legat
- 1983 Rejselegat i anledning af 200-året for maleren C. W. Eckersbergs fødsel